# Oldřich Haller
Oldřich Haller (1893? Plzeň – 1954) byl český letecký konstruktér působící v Plzni, spoluzakladatel prvního leteckého spolku v Československu Bohemia. Byl šéfkonstruktérem prvního letadla vyrobeného po vzniku ČSR a také průkopníkem v oboru vývoje vrtulníků.

## Život

### Mládí
Vystudoval na Střední průmyslové škole strojnické v Plzni. Ještě v době studií navštěvoval plzeňský Západočeský aeroklub, kterému bylo umožněno využívat vojenské letiště na Borských polích za městem. Spolu se svým spolužákem Františkem Šnáblem také pracovali na kluzáku vlastní konstrukce, Haller také vytvořil vlastní konstrukci leteckého motoru. V místních hangárech se podílel na vzniku čtyř letounů označených Bohemia B-1 až B-4, účastnil se též několika leteckých soutěží, kde mimo jiné závodil též s prvním českým letcem Janem Kašparem. Odmaturoval roku 1913 a od roku 1914 začal pracovat ve zbrojním oddělení Škodových závodů. Činnost klubu následně přerušila první světová válka.

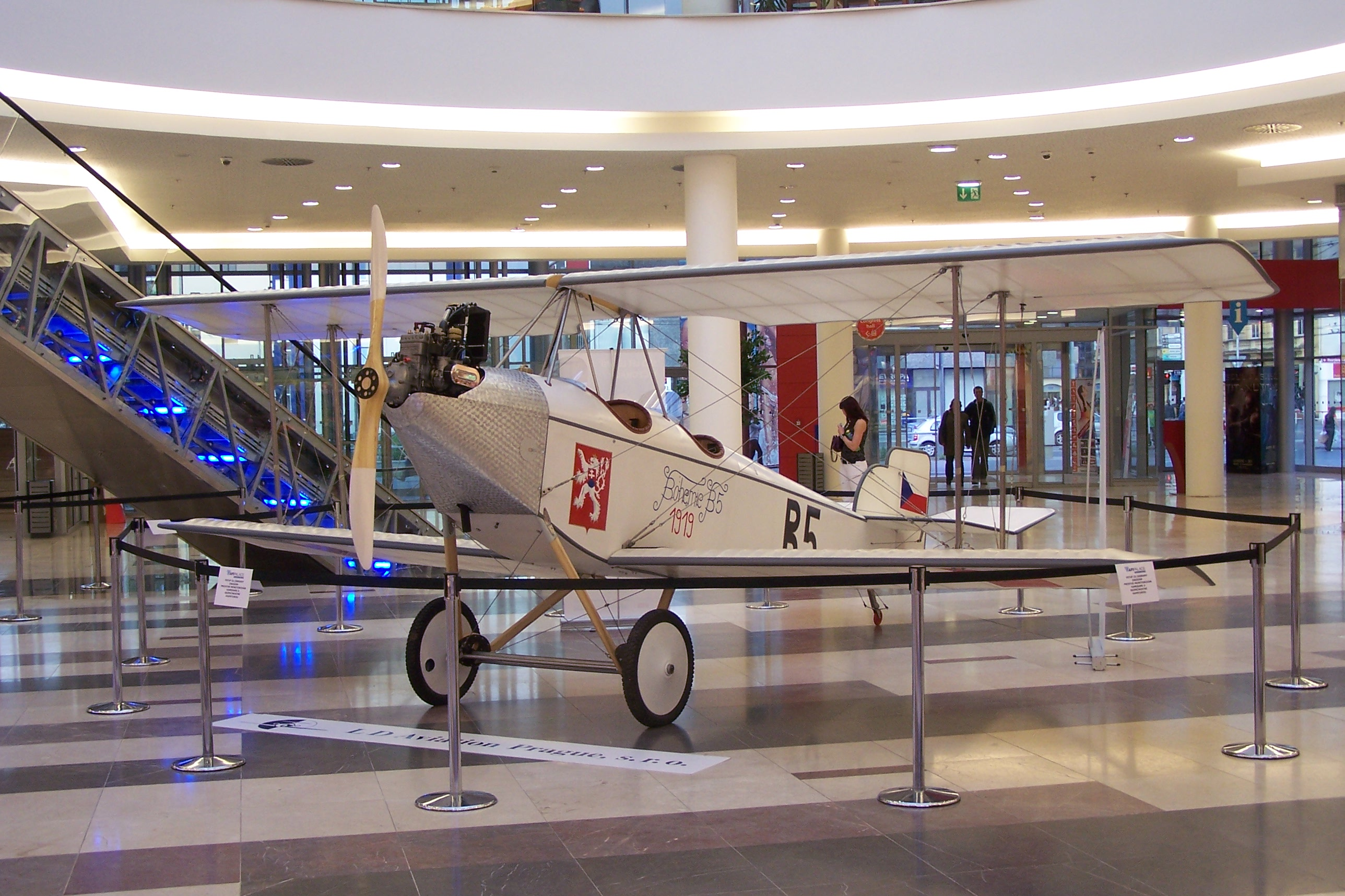
Letoun Bohemia B-5, 1919

### Bohemia B-5
Po skončení války a vyhlášení samostatného Československa byl spolek obnoven pod názvem Bohemia. Haller se zde v listopadu a prosinci 1918 zapojuje jako šéfkonstruktér do stavby letounu Bohemia B-5, který se po svém dokončení stal prvním letadlem vyrobeným po vzniku ČSR. První let stroje proběhl 27. dubna 1919 na letišti Bory. Letoun poprvé zalétal člen spolku Bohemia Rudolf Polanecký.
17. května 1919 stroj letem nad Plzní vítal presidenta T. G. Masaryka, při návratu na letiště však havaroval. Pilot letounu Polanecký přežil, pilotní žák Josef Klíbr při nehodě zahynul. Sdružení Bohemia stroj během šesti týdnů opravilo. Po opravě stroj sloužil až do 10. srpna 1919 na letišti Bory a poté byl přelétnut na letiště Kbely, odkud létal do konce své kariéry. Roku 1922 Polanecký zahynul při havárii letounu Phöenix D.II, sdružení Bohemia zaniklo a jeho letouny byly rozprodány.

### Vývoj helikoptér
Haller nadále pracoval ve Škodových závodech. V letech 1928 až 1931 se pak zabýval zkonstruováním letounu se svislým vzletem, výsledkem práce byly nákresy letounů H-8 a H-9, které Haller zaslal k posouzení na Výzkumný a zkušební letecký ústav. Ani přes velké množství vynaloženého času a finančních prostředků však nebyly jeho závěry dopracovány ke zdárné realizaci.

### Úmrtí
Oldřich Haller zemřel v roce 1954.

## Konstrukce letounů
- Bohemia B-5